# Euphyllodromia literata
Euphyllodromia literata är en kackerlacksart som först beskrevs av Hermann Burmeister 1838.  Euphyllodromia literata ingår i släktet Euphyllodromia och familjen småkackerlackor. Inga underarter finns listade i Catalogue of Life.